# Пески (Лубенский район)
Пески (укр. Піски) — село, Лубенская городская община, Лубенский район, Полтавская область, Украина.
Код КОАТУУ — 5322881205. Население по переписи 2001 года составляло 640 человек.

## Географическое положение
Село Пески находится на левом берегу реки Сула, выше по течению на расстоянии в 1,5 км расположено село Сухая Солоница, ниже по течению на расстоянии в 3 км расположено село Засулье, на противоположном берегу — село Мгарь. Река в этом месте извилистая, образует лиманы, старицы и заболоченные озёра.

## Экономика
- «Батькивщина», ЧП.

## Объекты социальной сферы
- Школа І—ІІ ст.

## Известные люди
- Пятикоп Михаил Евгеньевич (1908—1941) — Герой Советского Союза, родился в селе Пески.

## Религия
- Успенская церковь (памятник архитектуры начала XIX века).

## Интересные факты
В селе проходили основные съёмки фильма «Свадьба в Малиновке» (1967).